# Gerd Helbeck
Gerd Helbeck (* 4. April 1937 in Wuppertal; † 16. April 2025 ebenda) war ein deutscher Archivar, Heimatforscher und Verfasser zahlreicher Publikationen zur Schwelmer und Wuppertaler Regionalgeschichte.
Helbeck leitete von 1978 bis 1997 das Stadtarchiv Schwelm und das Schlossmuseum im Haus Martfeld. Von 1980 bis 1983 und von 1992 bis 1996 war er erster Vorsitzender des Vereins für Heimatkunde Schwelm, davor und dazwischen zweiter Vorsitz. 1996 wurde er in den neuen Beirat der Wilhelm-Erfurt-Stiftung für Kultur und Umwelt Schwelm berufen.

## Ehrungen
- Rheinlandtaler 1987[4]
- Ehrenmitglied des Bergischen Geschichtsverein[5] und Crecelius-Medaille 2010[6]
- Ehrenmitglied des Vereins für Heimatkunde Schwelm[7]

## Schriften (Auswahl)
- Nächstebreck – Geschichte eines ländlichen Raumes an der bergisch-märkischen Grenze im Wirkungsbereich der Städte Schwelm und Barmen, Band 30 der Reihe „Beiträge zur Geschichte und Heimatkunde des Wuppertals“, Born-Verlag, Wuppertal, 1984
- Juden in Schwelm : Geschichte einer Minderheit von den Anfängen im 17. Jahrhundert bis zum Nationalsozialismus, Verl. Unter Uns, Schwelm, 1988
- Schwelm. Geschichte einer Stadt und ihres Umlandes. Bd. 1, 2., durchges. Aufl. Schwelm, 1995.
- Beyenburg – Geschichte eines Ortes an der bergisch-märkischen Grenze und seines Umlandes, Band I (Das Mittelalter: Grundlagen und Aufstieg), ISBN 978-3-9811749-1-5 und Band II (Die Neuzeit: Fortschritte und Rückschläge), ISBN 978-3-9811749-2-2
- Erfurt – Eine Fabrik im regionalgeschichtlichen Kontext, Wuppertal, 2002
- Erfurt & Sohn: 1827–2002, Wuppertal, 2002, ISBN 3-00-009413-X